# Maxwell Gaines
Maxwell Charles Gaines ou M.C. Gaines, Charles Gaines, Charlie Gaines, nascido Maxwell Ginsburg ou Maxwell Ginzberg, em (Nova Iorque, 21 de setembro de 1894 — Lake Placid, 20 de agosto de 1947) foi a figura pioneira na criação das Histórias em Quadrinhos modernas. Em 1933, quando Maxwell idealizou a primeira quatro-cores, impresso em papel jornal emplastificado, o precursor para o formato de histórias em quadrinho coloridas, que se tornou padrão para a indústria de histórias em quadrinhos americanas.
Maxwell, mais tarde, tornou-se co-editor da All-American Publications, uma companhia de histórias em quadrinho semanal que introduziu personagens ficcionais como Lanterna Verde, Mulher Maravilha e Gavião Negro.